# Callicorixa vulnerata
Callicorixa vulnerata är en insektsart som först beskrevs av Philip Reese Uhler 1861.  Callicorixa vulnerata ingår i släktet Callicorixa och familjen buksimmare. Inga underarter finns listade i Catalogue of Life.